# Djoué
Djoué es un departamento de la provincia de Haut-Ogooué en Gabón. En octubre de 2013 presentaba una población censada de 2178 habitantes. Su chef-lieu es Onga.
Se encuentra ubicado al este del país, en el entorno del curso alto del río Sébé. Su territorio es fronterizo con la República del Congo.

## Subdivisiones
Contiene tres subdivisiones de tercer nivel (población en 2013):
- Comuna de Onga (946 habitantes)
- Cantón de Mpani (379 habitantes)
- Cantón de Ngayi (853 habitantes)